# Salmijärvet (Gällivare socken, Lappland, 744360-175320)
Salmijärvet är en sjö i Gällivare kommun i Lappland och ingår i Kalixälvens huvudavrinningsområde.